# ルイス・シエラ
ルイス・アーマンド・シエラ（Luis Armando Sierra、1987年7月23日 - ）は、コロンビアのアトランティコ県バランキージャ出身の元プロ野球選手（捕手、三塁手、二塁手）。

## 経歴

### プロ入りとレッズ傘下時代
2004年にシンシナティ・レッズと契約を結び、プロ入りを果たした。
2005年は、傘下ルーキーリーグのベネズエラン・サマーリーグ・レッズで48試合に出場し、打率.263、0本塁打、10打点、40安打を記録した。
2006年も、ベネズエラン・サマーリーグ・レッズで43試合に出場し、打率.252、1本塁打、8打点、29安打を記録したが、この年限りで退団した。

### ホワイトソックス傘下時代
2007年はシカゴ・ホワイトソックスと契約を結び、傘下ルーキーリーグのドミニカン・サマーリーグ・ホワイトソックスで68試合に出場し、打率301、6本塁打、51打点、74安打を記録した。
2008年は、傘下A級カナポリス・インティミデイターズ、傘下ルーキー級ブリストル・ホワイトソックス、傘下ルーキー級グレートフォールズ・ボイジャーズの3球団合計で57試合に出場し、打率.240、4本塁打、21打点、46安打を記録した。
2009年は、傘下A級カナポリス、傘下A+級ウィンストン・セーラム・ダッシュ2球団合計で40試合に出場し、打率.261、4本塁打、25打点、40安打を記録した。
2010年は、傘下A+級ウィンストン・セーラムで79試合に出場し、打率.293、5本塁打、41打点、84安打を記録した。
2011年は、傘下A+級ウィンストン・セーラム、傘下AA級バーミングハム・バロンズの2球団合計で74試合に出場し、打率.228、4本塁打、33打点、58安打を記録した。
2012年は、傘下AAバーミンガムで64試合に出場し、打率.242、0本塁打、24打点、53安打を記録した。またオフの11月には、第3回ワールド・ベースボール・クラシック（WBC）予選のコロンビア代表に選出された。
2013年も傘下AAバーミンガムに所属したが、出場はわずか5試合にとどまった。
2014年は、傘下AAバーミンガムとAAA級シャーロット・ナイツの2球団合計で26試合に出場し、打率.190、0本塁打、8打点、15安打を記録した。その後、傘下AAAのシャーロット・ナイツで1試合だけ出場した。
2015年開幕前の3月15日に自由契約となり、そのまま現役引退となった。

### 現役引退後
2015年よりシカゴ・ホワイトソックスのスタッフに就任。また、2017年に行われた第4回WBCではコロンビア代表のコーチを務めた。
2023年からは、シカゴ・ホワイトソックスのブルペン捕手を務めコーチ登録されている。